# Comuna Raasiku
Raasiku (în germană Rasik) este o comună (vald) din Comitatul Harju, Estonia. Comuna cuprinde 2 târgușoare (alevik) și 13 sate.
Reședința comunei este târgușorul Aruküla (Raasiku). Localitatea a fost locuită de germanii baltici.

## Localități componente

### Târgușoare
- Aruküla (Raasiku) (Arroküll)
- Raasiku (Raasiku)

### Sate
- Härma
- Igavere
- Järsi
- Kalesi
- Kiviloo
- Kulli
- Kurgla
- Mallavere
- Peningi
- Perila
- Pikavere
- Rätla
- Tõhelgi